# Gilberto Santa Rosa
Gilberto Santa Rosa, surnommé El Caballero de la salsa (né le 21 août 1962 à Santurce, Porto Rico), est un chanteur portoricain de salsa et chef d'orchestre.
Il est lauréat d'un Grammy Award et cinq Latin Grammy.

## Biographie

### Débuts
Il donne son premier concert en 1976, alors qu'il est encore adolescent. Il sera le chanteur remplaçant du Mario Ortiz Orchestra puis chanteur principal de La Grande Orchestra pendant deux ans. Il est ensuite pris en main par Elias Lopes. Dans les années 1980, il enregistre Homenaje a Eddie Palmieri avec Puerto Rico All Stars ainsi qu'avec Tommy Olivencia, Willie Rosario, et El Gran Combo. En 1986, il forme son propre groupe et signe chez Combo Records. Il devient le premier chanteur de salsa à se produire au Carnegie Hall (New York).
En 1990, il rejoint La Puertoriqueña All Stars avec Andy Montáñez et reçoit le prix Lo Nuestro du meilleur chanteur. En 1997, il chante avec Andy Montáñez au Lincoln Center de New York et avec Olga Tañón à l'Universal Studios Amphitheater d'Hollywood.

### Années 2000–2010
En 2005, il enregistre un album avec son ami et « protégé » Víctor Manuelle : Dos soneros, una historia. Dans les années 2000, il participe aussi à Los Cocorocos (2006), Los Hombres Tienen La Culpa (duo avec Don Omar), Me Fallaste (cha-cha-cha) de Oscar D'León.
Le 6 juin 2013, Santa Rosa acquiert la nationalité dominicaine, via le ius maritagii (droit du mariage), après avoir épousé l'actrice, présentatrice de télévision et mannequin dominicaine Alexandra Malagón au début de la même année.
Au milieu de l'année 2013, Caracol Televisión lui a demandé et l'a engagé en Colombie pour diriger la deuxième saison de La Voz Colombia, une adaptation du format musical néerlandais original La Voz. Santa Rosa est arrivé à La Voz Colombia pour remplacer le vallenatero, auteur-compositeur-interprète et acteur colombien Carlos Vives en tant que coach de la première saison de cette comédie musicale, aux côtés de l'auteur-compositeur-interprète pop colombien Andrés Cepeda, de l'actrice, mannequin et chanteuse pop latine colombienne Fanny Lú et de l'auteur-compositeur-interprète pop et ballade latine vénézuélien Ricardo Montaner; les mêmes personnes qui allaient accompagner Santa Rosa dans la deuxième saison de cette comédie musicale.3

### Années 2020
Le 4 septembre 2020, il sort Colegas, une production discographique à laquelle collaborent des artistes représentatifs de la musique latine tels que Tito Nieves, Luisito Carrión, Issac Delgado, Nino Segarra, Víctor Manuelle et Maelo Ruiz. En mars 2022, il annonce la sortie d'un nouvel album studio, intitulé Debut y segunda tanda.

## Discographie
- 1993 : Nace aqui (disque de platine)
- 1994 : De cara al viento (disque de platine)
- 1995 : En Vivo desde El Carnegie Hall (double disque de platine)
- 1996 : Esencia (disque de platine)
- 1997 : De Corazon (disque de platine)
- 1999 : Expresion (double disque de platine)
- 2001 : Intenso (disque de platine)
- 2002 : Viceversa
- 2003 : Solo Bolero
- 2004 : Autentico
- 2005 : Asi es nuestra navidad
- 2006 : Directo al corazon
- 2007 : Contraste (disque de platine)
- 2008 : Una Navidad Con Gilberto
- 2008 : El Caballero de la salsa: La Historia tropical (disque d'or)
- 2009 : Lo Mejor de Gilberto en La Navidades
- 2010 : Irrepetible (disque d'or)
- 2012 : Gilberto Santa Rosa
- 2013 : Canciones de Amor: Love Songs
- 2013 : Frente a frente
- 2015 : Necesito Un Bolero
- 2019 : En Buena Compania (avec Victor Garcia y La Sonora Sanjuanera)
- 2019 : y Contando: En Vivo desde Puerto Rico
- 2020 : Colegas
- 2022 : Debut y Segunda Tanda